# X.Y.Z.→A
Pour les articles homonymes, voir XYZ.
X.Y.Z.→A (エックス・ワイ・ズィー・トゥ・エー) (prononcé à l'anglaise : X, Y, Z to A), ou Asian Typhoon hors du Japon, est un groupe de heavy metal japonais, originaire d'Osaka.

## Biographie
Le groupe est initialement formé en 1999 par le chanteur Minoru Niihara, alors ex-membre des groupes Loudness, Ded Chaplin, et Sly, sous le nom de XYZ, ou X.Y.Z.. La même année, ils décident de modifier leur nom pour éviter une confusion avec le groupe de hard rock homonyme XYZ. Toujours en 1999, le groupe publie un single intitulé Don't Let the Sun Go Down, le 29 novembre, suivi par son premier album studio, Asian Typhoon, le 3 décembre sous son propre label, X.Y.Z. Records. L'album est réédité l'année suivante, en août 2000, à l'international en anglais. La même année, ils sortent leur deuxième album studio, Metalization, lui aussi réédité en anglais en 2001.
Niihara retourne avec son groupe Loudness en 2001, tout en continuant à participer en parallèle à X.Y.Z.→A. La même année sort la version anglaise de Metalization. En 2002, ils participent au Hong Kong International Rock Festival. Cette même année sort le troisième album studio du groupe, Life, puis IV l'année suivante. 
En 2006, ils publient leur cinquième album, Wings. En 2008, le groupe signe avec le label américain Nightmare Records pour sortir ses disques à l'étranger, mais pour éviter la confusion avec XYZ, il se produit hors sol japonais sous le nom Asian Typhoon, tiré du titre de son premier album. Le 25 juin 2008, ils publient la version en anglais de leur premier album, sur iTunes. Cette même année, leur album Wings est réédité et publié en Amérique du Nord. Le 10 novembre 2009, X.Y.Z.→A publie son album spécial dix ans intitulé Learn from Yesterday! Live for Today! Hope for Tomorrow!. Dès février la même année, ils jouent en 10 mois consécutifs la tournée Countdown to 10th Anniversary 10 Gigs, qui se termine le 22 novembre 2009.

## Membres
- Minoru Niihara (二井原実?) - chant
- Fumihiko Kitsutaka (橘高文彦?) - guitare
- Tatsuhiko Wasada (和佐田達彦?) - basse
- Funky Sueyoshi (ファンキー末吉?) - batterie

## Discographie

### Albums studio
- 1999 : Asian Typhoon (2000 pour la version en anglais)
- 2000 : Metalization (2001 pour la version en anglais)
- 2002 : Life
- 2003 : IV
- 2006 : Wings
- 2009 : Learn from Yesterday! Live for Today! Hope for Tomorrow!

### Album live
- 2004 : X.Y.Z.→ALIVE

### Compilation
- 2006 : A to Z

### Singles
- 1999 : Don't Let the Sun Go Down
- 2000 : Miracle
- 2000 : Labyrinth
- 2001 : A Million Carats
- 2001 : Nobody Knows Me (But Only Heaven)
- 2002 : Pure